# بنیک امیریان
بنیک امیریان، (ارمنی: Բենիկ Ամիրյան؛ انگلیسی: Benik Amirian زاده ۱۹۳۰) اسکی‌باز ارمنی‌تبار اهل ایران است.

## زندگی‌نامه
وی در سال ۱۹۳۰ میلادی (۱۳۰۹ خورشیدی) در شهر تهران به دنیا آمد. وی از سال ۱۹۵۰ (۱۳۲۹) عضو تیم ملی اسکی ایران بود. امیریان در سال ۱۹۵۷ (۱۳۳۶) در مسابقات بین‌المللی لبنان شرکت کرد و موفق به کسب افتخاراتی گردید.
بازی‌های المپیک زمستانی ۱۹۵۶ ملبورن، نخستین المپیک زمستانی بود که ایران در آن شرکت کرد و در رشته‌های مارپیچ کوچک، مارپیچ بزرگ و اسکی سرعت به مصاف حریفان خود رفت. امیریان در مارپیچ کوچک و مارپیچ بزرگ به رتبه‌ای دست نیافت اما در اسکی سرعت با رکورد ۵ دقیقه و ۲ ثانیه و ۷ دهم ثانیه در رتبه ۴۴ جدول رده‌بندی قرار گرفته و به کار خود در المپیک پایان داد.

## نتایج المپیک زمستانی ۱۹۵۶
| رویداد       | دور اول      | دوم دوم      | مجموع        | رتبه         |
| ------------ | ------------ | ------------ | ------------ | ------------ |
| Slalom       | DSQ          | —            | —            | —            |
| Giant slalom | Disqualified | Disqualified | Disqualified | Disqualified |
| Downhill     | ۵:۰۲٫۷       | ۵:۰۲٫۷       | ۵:۰۲٫۷       | ۴۴           |